# کروهارست، ساری
کروهارست (به انگلیسی: Crowhurst) یک محله مدنی و روستا در بریتانیا است که در Tandridge واقع شده‌است. کروهارست ۹٫۷ کیلومتر مربع مساحت و ۲۸۱ نفر جمعیت دارد.